# 6 Hours of Portimão 2023

Tor Autódromo Internacional do Algarve

6 Hours of Portimão 2023 – długodystansowy wyścig samochodowy, który odbył się 16 kwietnia 2023 roku. Był on drugą rundą sezonu 2023 serii FIA World Endurance Championship.

## Uczestnicy
Lista startowa została opublikowana 6 marca i zawierała ona 37 zgłoszeń – 11 w klasie Hypercar, 12 w klasie LMP2 i 14 w klasie LMGTE Am. Hertz Team Jota po raz drugi wystawi auto LMP2 w oczekiwaniu na dostawę Porsche 963 klasy Hypercar.
Z powodu konfliktu terminarzy z rundą IMSA SportsCar Championship na torze Long Beach, Filipe Albuquerque i Tom Blomqvist z United Autosports zostali zastąpieni przez, odpowiednio, Bena Hanleya (auto #22) i Giedo van der Garde (auto #23). Z tego samego powodu kierowcy #56 Project 1 – AO, P.J. Hyett i Gunnar Jeannette, opuścili ten wyścig a ich zastępcami byli Miguel Ramos oraz Guilherme de Oliveira. Juan Manuel Correa zadebiutował w załodze #9 Prema Racing po opuszczeniu poprzedniej rundy na torze Sebring. Diego Alessi zatąpił Stefano Costantiniego w składzie auta #21 AF Corse.

## Harmonogram
| Dzień                  | Godzina | Sesja                           | Długość  |
| ---------------------- | ------- | ------------------------------- | -------- |
| Piątek, 14 kwietnia    | 10:30   | Pierwsza sesja treningowa       | 90 minut |
| Piątek, 14 kwietnia    | 15:30   | Druga sesja treningowa          | 90 minut |
| Sobota, 15 kwietnia    | 11:15   | Trzecia sesja treningowa        | 60 minut |
| Sobota, 15 kwietnia    | 15:30   | Sesja kwalifikacyjna – LMGTE Am | 15 minut |
| Sobota, 15 kwietnia    | 15:55   | Sesja kwalifikacyjna – LMP2     | 15 minut |
| Sobota, 15 kwietnia    | 16:20   | Sesja kwalifikacyjna – Hypercar | 15 minut |
| Niedziela, 16 kwietnia | 12:00   | Wyścig                          | 6 godzin |
| Źródło                 |         |                                 |          |

## Sesje treningowe
| Klasa          | Zespół                 | Samochód            | Czas           | Okr.           |
| Sesja pierwsza | Sesja pierwsza         | Sesja pierwsza      | Sesja pierwsza | Sesja pierwsza |
| -------------- | ---------------------- | ------------------- | -------------- | -------------- |
| Hypercar       | #8 Toyota Gazoo Racing | Toyota GR010 Hybrid | 1:32,792       | 43             |
| LMP2           | #63 Prema Racing       | Oreca 07            | 1:34,542       | 41             |
| LMGTE Am       | #57 Kessel Racing      | Ferrari 488 GTE Evo | 1:41,341       | 39             |
| Sesja druga    |                        |                     |                |                |
| Hypercar       | #7 Toyota Gazoo Racing | Toyota GR010 Hybrid | 1:32,155       | 49             |
| LMP2           | #10 Vector Sport       | Oreca 07            | 1:34,609       | 48             |
| LMGTE Am       | #57 Kessel Racing      | Ferrari 488 GTE Evo | 1:41,209       | 48             |
| Sesja trzecia  |                        |                     |                |                |
| Hypercar       | #8 Toyota Gazoo Racing | Toyota GR010 Hybrid | 1:31,795       | 27             |
| LMP2           | #10 Vector Sport       | Oreca 07            | 1:34,265       | 28             |
| LMGTE Am       | #54 AF Corse           | Ferrari 488 GTE Evo | 1:40,426       | 26             |

## Kwalifikacje
Pole position w każdej kategorii oznaczone jest pogrubieniem.
| Poz.   | Klasa    | Zespół                        | Kierowca            | Czas     | Strata  | Poz. s. |
| ------ | -------- | ----------------------------- | ------------------- | -------- | ------- | ------- |
| 1      | Hypercar | #8 Toyota Gazoo Racing        | Brendon Hartley     | 1:30,171 | —       | 1       |
| 2      | Hypercar | #7 Toyota Gazoo Racing        | Kamui Kobayashi     | 1:30,444 | +0,273  | 2       |
| 3      | Hypercar | #50 Ferrari AF Corse          | Nicklas Nielsen     | 1:31,596 | +1,425  | 3       |
| 4      | Hypercar | #51 Ferrari AF Corse          | James Calado        | 1:31,923 | +1,752  | 4       |
| 5      | Hypercar | #6 Porsche Penske Motorsport  | Kévin Estre         | 1:32,404 | +2,233  | 5       |
| 6      | Hypercar | #94 Peugeot TotalEnergies     | Nico Müller         | 1:32,517 | +2,346  | 6       |
| 7      | Hypercar | #5 Porsche Penske Motorsport  | Frédéric Makowiecki | 1:32,560 | +2,389  | 7       |
| 8      | Hypercar | #2 Cadillac Racing            | Richard Westbrook   | 1:32,582 | +2,411  | 8       |
| 9      | Hypercar | #93 Peugeot TotalEnergies     | Paul di Resta       | 1:32,703 | +2,532  | 9       |
| 10     | Hypercar | #708 Glickenhaus Racing       | Romain Dumas        | 1:33,343 | +3,172  | 10      |
| 11     | Hypercar | #4 Floyd Vanwall Racing Team  | Tom Dillmann        | 1:33,836 | +3,665  | 11      |
| 12     | LMP2     | #63 Prema Racing              | Mirko Bortolotti    | 1:34,303 | +4,132  | 12      |
| 13     | LMP2     | #10 Vector Sport              | Gabriel Aubry       | 1:34,304 | +4,133  | 13      |
| 14     | LMP2     | #22 United Autosports         | Philip Hanson       | 1:34,451 | +4,280  | 17      |
| 15     | LMP2     | #48 Hertz Team JOTA           | Yifei Ye            | 1:34,493 | +4,322  | 14      |
| 16     | LMP2     | #34 Inter Europol Competition | Albert Costa        | 1:34,586 | +4,415  | 15      |
| 17     | LMP2     | #23 United Autosports         | Oliver Jarvis       | 1:34,590 | +4,419  | 16      |
| 18     | LMP2     | #31 Team WRT                  | Robin Frijns        | 1:34,618 | +4,447  | 18      |
| 19     | LMP2     | #9 Prema Racing               | Bent Viscaal        | 1:34,770 | +4,599  | 19      |
| 20     | LMP2     | #41 Team WRT                  | Louis Delétraz      | 1:34,776 | +4,605  | 20      |
| 21     | LMP2     | #35 Alpine Elf Team           | André Negrão        | 1:34,996 | +4,825  | 21      |
| 22     | LMP2     | #36 Alpine Elf Team           | Matthieu Vaxivière  | 1:35,238 | +5,067  | 22      |
| 23     | LMP2     | #28 JOTA                      | Oliver Rasmussen    | 1:35,361 | +5,190  | 23      |
| 24     | LMGTE Am | #33 Corvette Racing           | Ben Keating         | 1:41,362 | +11,191 | 24      |
| 25     | LMGTE Am | #85 Iron Dames                | Sarah Bovy          | 1:41,579 | +11,408 | 25      |
| 26     | LMGTE Am | #21 AF Corse                  | Diego Alessi        | 1:41,628 | +11,457 | 26      |
| 27     | LMGTE Am | #54 AF Corse                  | Thomas Flohr        | 1:41,899 | +11,728 | 27      |
| 28     | LMGTE Am | #25 ORT by TF                 | Ahmad Al Harthy     | 1:41,904 | +11,733 | 28      |
| 29     | LMGTE Am | #83 Richard Mille AF Corse    | Luis Perez Companc  | 1:41,934 | +11,763 | 29      |
| 30     | LMGTE Am | #57 Kessel Racing             | Takeshi Kimura      | 1:42,014 | +11,843 | 30      |
| 31     | LMGTE Am | #56 Project 1 – AO            | Miguel Ramos        | 1:42,024 | +11,853 | 31      |
| 32     | LMGTE Am | #77 Dempsey – Proton Racing   | Christian Ried      | 1:42,105 | +11,934 | 32      |
| 33     | LMGTE Am | #88 Proton Competition        | Ryan Hardwick       | 1:42,198 | +12,027 | 33      |
| 34     | LMGTE Am | #777 D'Station Racing         | Satoshi Hoshino     | 1:43,035 | +12,864 | 34      |
| 35     | LMGTE Am | #98 NorthWest AMR             | Paul Dalla Lana     | 1:43,207 | +13,036 | 35      |
| 36     | LMGTE Am | #86 GR Racing                 | Michael Wainwright  | 1:43,273 | +13,102 | 36      |
| 37     | LMGTE Am | #60 Iron Lynx                 | Claudio Schiavoni   | 1:43,528 | +13,357 | 37      |
| Źródła |          |                               |                     |          |         |         |

1. ↑  Załoga #22 United Autosports została ukarana przesunięciem o 3 pola na starcie za przyblokowanie samochodu #9 Prema Racing podczas sesji kwalifikacyjnej[14].

## Wyścig

### Wyniki
Minimum do bycia sklasyfikowanym (70 procent dystansu pokonanego przez zwycięzców wyścigu) wyniosło 155 okrążeń. Zwycięzcy klas są oznaczeni pogrubieniem.
| Poz.              | Klasa    | Zespół                        | Kierowcy                                                    | Samochód                 | Opony | Okr. | Czas/Strata   |
| ----------------- | -------- | ----------------------------- | ----------------------------------------------------------- | ------------------------ | ----- | ---- | ------------- |
| 1                 | Hypercar | #8 Toyota Gazoo Racing        | Sébastien Buemi Brendon Hartley Ryō Hirakawa                | Toyota GR010 Hybrid      | M     | 222  | 6:01:26,343   |
| 2                 | Hypercar | #50 Ferrari AF Corse          | Antonio Fuoco Miguel Molina Nicklas Nielsen                 | Ferrari 499P             | M     | 221  | +1 okrążenie  |
| 3                 | Hypercar | #6 Porsche Penske Motorsport  | Kévin Estre André Lotterer Laurens Vanthoor                 | Porsche 963              | M     | 221  | +1 okrążenie  |
| 4                 | Hypercar | #2 Cadillac Racing            | Earl Bamber Alex Lynn Richard Westbrook                     | Cadillac V-Series.R      | M     | 220  | +2 okrążenia  |
| 5                 | Hypercar | #94 Peugeot TotalEnergies     | Loïc Duval Gustavo Menezes Nico Müller                      | Peugeot 9X8              | M     | 220  | +2 okrążenia  |
| 6                 | Hypercar | #51 Ferrari AF Corse          | Alessandro Pier Guidi James Calado Antonio Giovinazzi       | Ferrari 499P             | M     | 219  | +3 okrążenia  |
| 7                 | Hypercar | #93 Peugeot TotalEnergies     | Paul di Resta Mikkel Jensen Jean-Éric Vergne                | Peugeot 9X8              | M     | 219  | +3 okrążenia  |
| 8                 | Hypercar | #708 Glickenhaus Racing       | Romain Dumas Ryan Briscoe Olivier Pla                       | Glickenhaus 007 LMH      | M     | 217  | +5 okrążeń    |
| 9                 | Hypercar | #7 Toyota Gazoo Racing        | Mike Conway Kamui Kobayashi José María López                | Toyota GR010 Hybrid      | M     | 215  | +7 okrążeń    |
| 10                | LMP2     | #23 United Autosports         | Josh Pierson Giedo van der Garde Oliver Jarvis              | Oreca 07                 | G     | 215  | +7 okrążeń    |
| 11                | LMP2     | #22 United Autosports         | Frederick Lubin Philip Hanson Ben Hanley                    | Oreca 07                 | G     | 215  | +7 okrążeń    |
| 12                | LMP2     | #41 Team WRT                  | Rui Andrade Robert Kubica Louis Delétraz                    | Oreca 07                 | G     | 215  | +7 okrążeń    |
| 13                | LMP2     | #63 Prema Racing              | Doriane Pin Mirko Bortolotti Daniił Kwiat                   | Oreca 07                 | G     | 215  | +7 okrążeń    |
| 14                | LMP2     | #48 Hertz Team JOTA           | David Beckmann Yifei Ye António Félix da Costa              | Oreca 07                 | G     | 215  | +7 okrążeń    |
| 15                | LMP2     | #9 Prema Racing               | Filip Ugran Juan Manuel Correa Bent Viscaal                 | Oreca 07                 | G     | 215  | +7 okrążeń    |
| 16                | LMP2     | #31 Team WRT                  | Sean Gelael Ferdinand Habsburg Robin Frijns                 | Oreca 07                 | G     | 215  | +7 okrążeń    |
| 17                | LMP2     | #28 JOTA                      | David Heinemeier-Hansson Pietro Fittipaldi Oliver Rasmussen | Oreca 07                 | G     | 215  | +7 okrążeń    |
| 18                | LMP2     | #36 Alpine Elf Team           | Matthieu Vaxivière Julien Canal Charles Milesi              | Oreca 07                 | G     | 215  | +7 okrążeń    |
| 19                | LMP2     | #34 Inter Europol Competition | Jakub Śmiechowski Fabio Scherer Albert Costa                | Oreca 07                 | G     | 214  | +8 okrążeń    |
| 20                | LMP2     | #35 Alpine Elf Team           | André Negrão Memo Rojas Olli Caldwell                       | Oreca 07                 | G     | 213  | +9 okrążeń    |
| 21                | LMGTE Am | #33 Corvette Racing           | Ben Keating Nicolás Varrone Nicky Catsburg                  | Chevrolet Corvette C8.R  | M     | 206  | +16 okrążeń   |
| 22                | LMGTE Am | #83 Richard Mille AF Corse    | Luis Perez Companc Lilou Wadoux Alessio Rovera              | Ferrari 488 GTE Evo      | M     | 206  | +16 okrążeń   |
| 23                | LMGTE Am | #85 Iron Dames                | Sarah Bovy Michelle Gatting Rahel Frey                      | Porsche 911 RSR-19       | M     | 206  | +16 okrążeń   |
| 24                | LMGTE Am | #54 AF Corse                  | Thomas Flohr Francesco Castellacci Davide Rigon             | Ferrari 488 GTE Evo      | M     | 206  | +16 okrążeń   |
| 25                | LMGTE Am | #21 AF Corse                  | Diego Alessi Simon Mann Ulysse de Pauw                      | Ferrari 488 GTE Evo      | M     | 206  | +16 okrążeń   |
| 26                | LMGTE Am | #56 Project 1 – AO            | Miguel Ramos Guilherme de Oliveira Matteo Cairoli           | Porsche 911 RSR-19       | M     | 205  | +17 okrążeń   |
| 27                | LMGTE Am | #77 Dempsey – Proton Racing   | Christian Ried Mikkel Pedersen Julien Andlauer              | Porsche 911 RSR-19       | M     | 205  | +17 okrążeń   |
| 28                | LMGTE Am | #25 ORT by TF                 | Ahmad Al Harthy Michael Dinan Charlie Eastwood              | Aston Martin Vantage AMR | M     | 205  | +17 okrążeń   |
| 29                | LMGTE Am | #88 Proton Competition        | Ryan Hardwick Zacharie Robichon Harry Tincknell             | Porsche 911 RSR-19       | M     | 204  | +18 okrążeń   |
| 30                | LMGTE Am | #57 Kessel Racing             | Takeshi Kimura Scott Huffaker Daniel Serra                  | Ferrari 488 GTE Evo      | M     | 204  | +18 okrążeń   |
| 31                | LMGTE Am | #86 GR Racing                 | Michael Wainwright Riccardo Pera Benjamin Barker            | Porsche 911 RSR-19       | M     | 204  | +18 okrążeń   |
| 32                | LMGTE Am | #60 Iron Lynx                 | Claudio Schiavoni Matteo Cressoni Alessio Picariello        | Porsche 911 RSR-19       | M     | 203  | +19 okrążeń   |
| 33                | LMGTE Am | #98 NorthWest AMR             | Paul Dalla Lana Axcil Jefferies Nicki Thiim                 | Aston Martin Vantage AMR | M     | 202  | +20 okrążeń   |
| 34                | LMP2     | #10 Vector Sport              | Ryan Cullen Matthias Kaiser Gabriel Aubry                   | Oreca 07                 | G     | 193  | +29 okrążeń   |
| 35                | Hypercar | #5 Porsche Penske Motorsport  | Dane Cameron Michael Christensen Frédéric Makowiecki        | Porsche 963              | M     | 189  | +33 okrążenia |
| Niesklasyfikowani |          |                               |                                                             |                          |       |      |               |
|                   | Hypercar | #4 Floyd Vanwall Racing Team  | Tom Dillmann Esteban Guerrieri Jacques Villeneuve           | Vanwall Vandervell 680   | M     | 174  |               |
|                   | LMGTE Am | #777 D'Station Racing         | Satoshi Hoshino Casper Stevenson Tomonobu Fujii             | Aston Martin Vantage AMR | M     | 42   |               |

### Statystyki

#### Najszybsze okrążenie
| Klasa    | Kierowca       | Zespół                     | Czas     | Okr. |
| -------- | -------------- | -------------------------- | -------- | ---- |
| Hypercar | Mike Conway    | #7 Toyota Gazoo Racing     | 1:32,135 | 3    |
| LMP2     | Oliver Jarvis  | #23 United Autosports      | 1:35,246 | 106  |
| LMGTE Am | Alessio Rovera | #83 Richard Mille AF Corse | 1:40,249 | 199  |
| Źródło   |                |                            |          |      |